# Treviana
Treviana ist ein spanischer Ort und eine Gemeinde (Municipio) in der Region La Rioja mit 146 Einwohnern (Stand: 2024).

## Lage
Treviana liegt etwa 45 Kilometer südwestlich von Vitoria-Gasteiz und etwa 55 Fahrtkilometer westnordwestlich von Logroño in einer Höhe von 595 m.

## Bevölkerungsentwicklung
| Jahr      | 1960 | 1970 | 1981 | 1991 | 2001 | 2011 | 2021 |
| Einwohner | 837  | 565  | 365  | 313  | 248  | 193  | 145  |

Infolge der Mechanisierung der Landwirtschaft und des daraus resultierenden geringeren Arbeitskräftebedarfs ist die Zahl der Einwohner seit der Mitte des 20. Jahrhunderts deutlich zurückgegangen.

## Sehenswürdigkeiten
- Reste der Burg

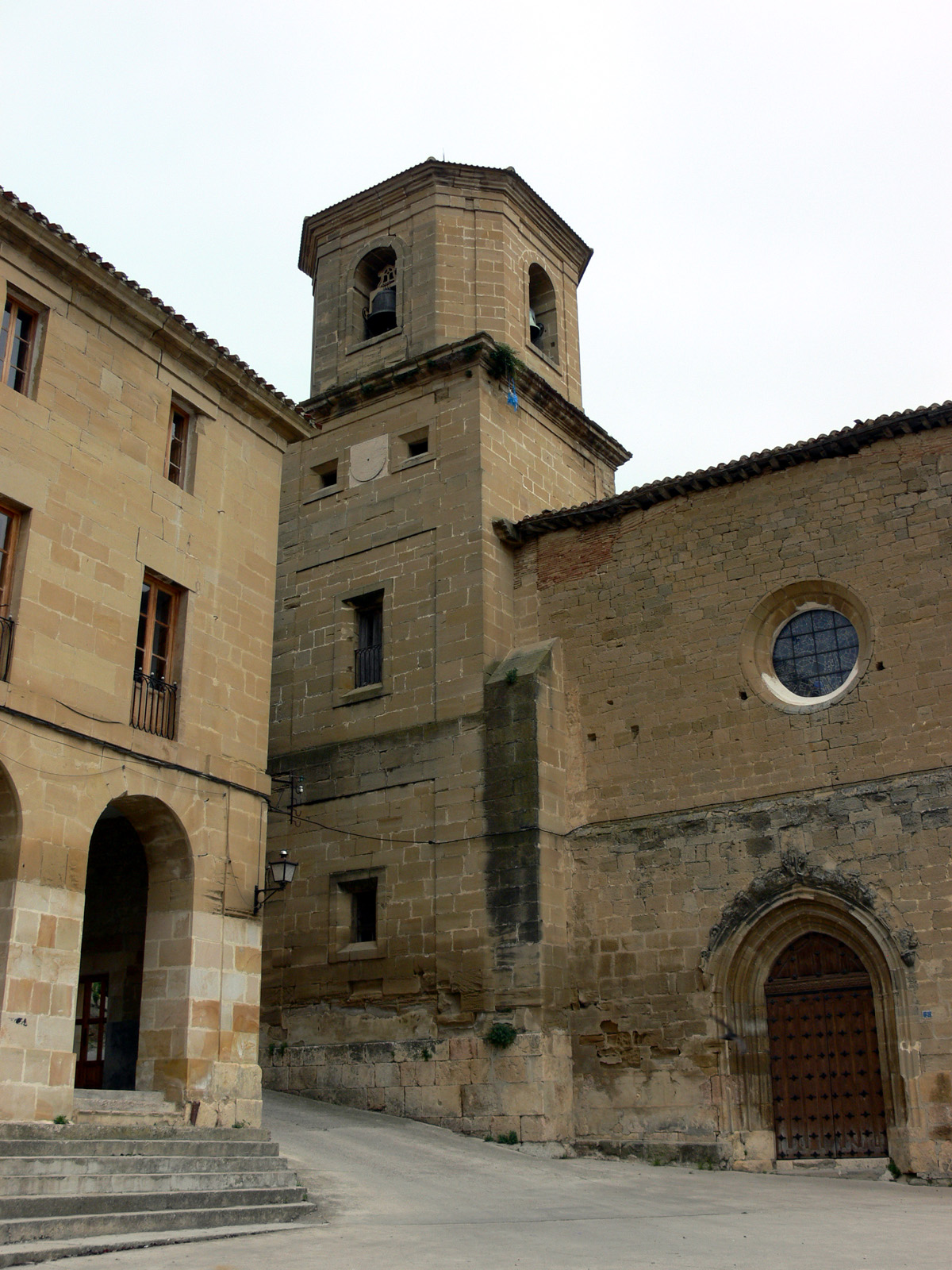
Marienkirche
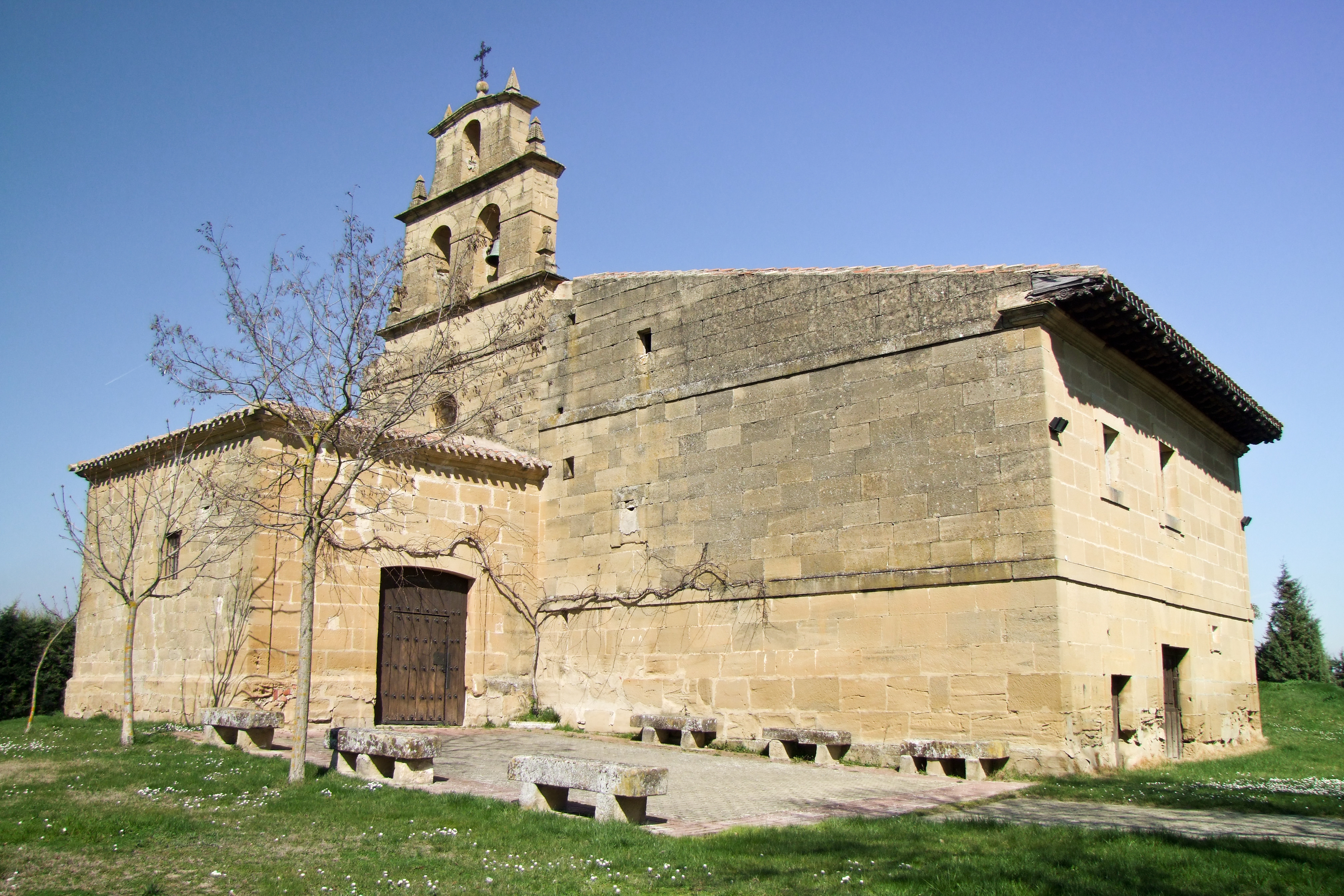
Marienkapelle
- Peterskapelle

- Marienkirche
- Marienkapelle